# مایکل پاپاجان
مایکل پاپاجان (به انگلیسی: Michael Papajohn) (زاده ۷ نوامبر ۱۹۶۴) بازیگر آمریکایی است.
از فیلم‌های معروف او می‌توان به بازی در فیلم به عشق مسابقه اشاره کرد.